# Liste de cours d'eau du Kerala
Il y a 44 cours d'eau d'importance dans l'État du Kerala, en Inde. 41 d'entre eux s'écoulent vers l'ouest et 3 vers l'est. Les cours d'eau s'écoulant vers l'ouest proviennent tous de la chaine de montagne des Ghats occidentaux.

## Cours d'eau s'écoulant vers l'ouest
Les cours d'eau suivants ont pour source les Ghats occidentaux et se déversent dans les Backwaters ou dans la mer d'Arabie. Leur longueur est donnée entre parenthèses (en kilomètres).
1. Periyar (244)
  1. Edamala (en)
  2. Cheruthoni (en)
  3. Mullayar (en)
  4. Muthirapuzha (en)
  5. Perinjankutti (en)
2. Bharathapuzha (209)
  1. Thuthapuzha
  2. Gayathripuzha
  3. Kalpathipuzha
  4. Kannadipuzha
3. Pamba (176)
  1. Azhuthayar (en)
  2. Kakkiyar (en)
  3. Kakkattar (en)
  4. Kallar
  5. Perunthenaruvi (en)
  6. Madatharuvi (en)
  7. Thanungattilthodu (en)
  8. Kozhithodu (en)
  9. Varattar
  10. Kuttemperoor (en)
4. Chaliyar (169)
  1. Cherupuzha (Mavoor) (en)
  2. Iruvanjippuzha (en)
  3. Cherupuzha (Areekode) (en)
  4. Kuthirappuzha (en)
  5. Kuruvanpuzha (en)
  6. Kanjirappuzha
  7. Karimpuzha
  8. Pandippuzha (en)
  9. Neerppuzha (en)
5. Chalakudy (rivière) (169)
  1. Parambikulam (en)
6. Kadalundy (en) (130)
7. Achankoil (en) (128)
8. Kallada (en) (121)
9. Muvattupuzha (en) (121)
10. Valapattanam (110)
11. Chandragiri (en) (105)
12. Manimala (en) (90)
13. Vamanapuram (en) (88)
14. Kuppam (en) (88)
15. Meenachil (en) (78)
16. Kuttiyadi (74)
17. Karamana (en) (68)
18. Shiriya River (68)
19. Kariangode (en) (64)
20. Ithikkara (en) (56)
21. Neyyar (en) (56)
22. Mahé (54)
23. Kechery (51)
24. Perumba (en) (51)
25. Uppala (50)
26. Karuvannur (en) (48)
  1. Kurumali (en)
27. Anjarakkandi (48)
28. Tirur (en) (48)
29. Neeleshwaram (46)
30. Pallikkal River (42)
31. Kallayi (en) (40)
32. Korapuzha (40)
33. Mogral (en) (34)
34. Kavvai puzha (en) (31)
35. Pannagam thodu (30)
36. Thanikkudam River (29)
37. Mamam (27)
38. Thalassery (28)
39. Chithari (25)
40. Ramapuram (19)
41. Ayiroor (17)

## Cours d'eau s'écoulant vers l'est
Les trois cours d'eau suivant tirent leur source du Kerala et s'écoulent dans le Karnataka (Kabini) et le Tamil Nadu (Bhavani et Pambar).
1. Kabini (57)
2. Bhavani (38)
3. Pambar (25)